# Бейтман, Джесси
Джесси Элиза Бейтман (англ. Jessie Eliza Bateman; 2 августа 1877 — 14 ноября 1940) — английская театральная актриса. Бейтман начала свою карьеру в качестве ребёнка-актёра. После раннего успеха на гастролях в шекспировских ролях, она строила свою карьеру как в Лондоне, так и на зарубежных гастролях. Наибольшего успеха она добилась в начале 20-го века, а её карьера продолжалась более полувека.

## Биография
Бейтман впервые профессионально выступила в возрасте десяти лет в театре Альгамбра в серии балетов. В 1889 году она получила свою первую драматическую роль в Globe Theatre в роли «Паутинки» во «Сне в летнюю ночь». В 1890 году она выступила в театре принца Уэльского в «Розе и короле», а в 1891 году — в большой опере Артура Салливана «Айвенго» в Английском королевском оперном театре.
Следующие пять лет Бейтман провела в шекспировской гастрольной труппе Ф. Р. Бенсона, играя все более важные роли, в том числе Титанию в «Сне в летнюю ночь» и Селию в «Как вам это понравится». В 1894 году она вышла замуж за Джорджа Огастуса Эшфордби-Тренчарда. Он начал военную карьеру, но вскоре обратился к актёрской деятельности. В 1896 году она вернулась в Лондон и играла в Театре комедии, участвуя в спектаклях «Гвинейский посох» и «Мистер Мартин».
Затем она была нанята Джорджем Эдвардсом для гастролей по Южной Африке. Там она сыграла множество главных ролей в таких произведениях, как «Маленький министр», в комедии Дж. М. Барри, в серьёзной драме «Секретная служба» и в романтической драме «Под красной мантией». После краткого возвращения в Лондон в 1898 году она гастролировала по Соединённым Штатам в главной роли Пегги Стаббс и в пьесе Х. Ривза-Смита «Бражка куропаток». Вместе с Ривзом-Смитом она вернулась в Лондон, сыграв с ним в Royalty Theatre роль Конни в пьесе «Маленький лучик солнца». В 1899 году она присоединилась к труппе Чарльза Хоутри в Avenue Theatre в роли Минни Темплар в пьесе «Послание с Марса», затем гастролировала в этой роли в Америке и снова играла её в театре Принца Уэльского в Лондоне. Когда в 1899 году началась Вторая бурская война, муж Бейтман возобновил военную карьеру, но умер в Южной Африке в 1902 году.
В 1904 году Бейтман сыграла роль феи Роузбад в пьесе У. Ш. Гилберта «Дилемма феи» в Garrick Theatre. Примерно в это же время она также снялась в ролях Фанни в «Тайном браке», Нелл в «Секрете всех», Имоджен в «Кабинетном министре», Акации Дин в «Счастливой мисс Дин» и с Сирилом Модом в «Красавице и барже». В 1906 году она присоединилась к Джеральду дю Морье в роли Гвендолин Конран в спектакле «Раффлз» в театре «Комеди», который шел 351 представление, что, возможно, стало её самым большим успехом на тот момент. После окончания спектакля в 1907 году она вышла замуж за Уилфреда Г. Чанселлора, с которым у неё родилось трое детей.
В 1909 году она вернулась на сцену в спектакле «Веселый дьявол» в Playhouse Theatre в роли мадам де Тессенари. В 1910 году она появилась в возобновлённой пьесе «Кнут» Сесила Рэли и Генри Гамильтона в театре Друри-Лейн (где она скакала верхом на лошади). Журнал Playgoer and Society Illustrated писал: «Было бы трудно найти более милую леди Диану Сарторис, чем мисс Джесси Бейтман». После этого она продолжала свою сценическую карьеру более двадцати лет, а также появилась в роли миссис Уэйн в короткометражном фильме «Счёт предоставлен» в 1932 году. Последнее крупное выступление на сцене состоялось в 1933 году в Королевском театре в Спендлав-холле.
Скончалась в 1940 году в возрасте 63 лет.